# Associatie van kleine brandnetel
De associatie van kleine brandnetel (Urtico-Malvetum neglectae) is een associatie uit het kaasjeskruid-verbond (Arction).

## Naamgeving en codering
- Syntaxoncode voor Nederland (rVvN): r32Ab01

De wetenschappelijke naam Urtico-Malvetum neglectae is afgeleid van de botanische namen van twee belangrijke soorten van de associatie; dit is de kensoort kleine brandnetel (Urtica urens) en klein kaasjeskruid (Malva neglecta).

## Ecologie
De associatie van kleine brandnetel is een eutrafente tot hypertrafente gemeenschap die voorkomt in ruderale milieus.

## Subassociaties in Nederland en Vlaanderen
Van de associatie van kleine brandnetel komen er in Nederland en Vlaanderen drie subassociaties voor.
- Subassociatie met melde (Urtico-Malvetum atriplicetosum)
- Typische subassociatie (Urtico-Malvetum typicum)
- Subassociatie met kromhals (Urtico-Malvetum lycopsietosum)

## Fotogalerij

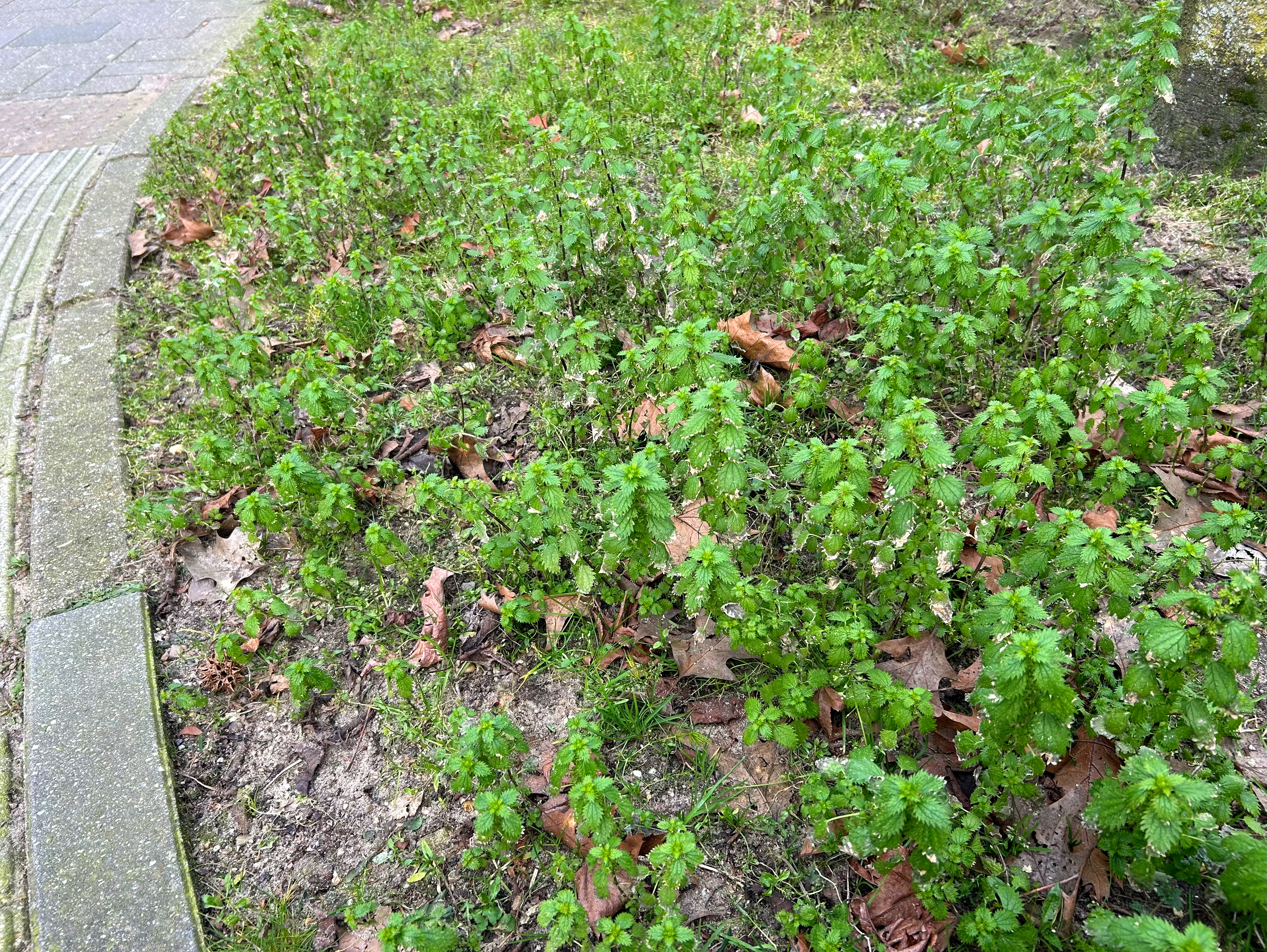
Laat winteraspect van de associatie in een ruderale berm

Orde: Chenopodio-Urticetalia (raketten-orde)

Verbond: Salsolion ruthenicae (verbond van kleverig kruiskruid)

Associaties:
Bromo-Coryspermetum (vlieszaad-associatie)
 Erigeronto-Lactucetum (associatie van raketten en kompassla)
Verbond: Arction (kaasjeskruid-verbond)

Associaties:
Urtico-Malvetum neglectae (associatie van kleine brandnetel) 
 Hordeetum murini (kruipertje-associatie)
Balloto-Arctietum (associatie van stinkende ballote en andere netels)

Orde: Onopordetalia acanthii (orde van distels en ruwbladigen)

Verbond: Onopordion acanthii (verbond van distels en ruwbladigen)

Associaties:
 Echio-Verbascetum (slangenkruid-associatie)

Orde: Agropyretalia (wormkruid-orde)

Verbond: Dauco-Melilotion (wormkruid-verbond)

Associaties:
Echio-Melilotetum (honingklaver-associatie)

Bromo-Eryngietum campestris (kweekdravik-associatie)
Tanaceto-Artemisietum (wormkruid-associatie)